# こちらわんぱく放送局
こちらわんぱく放送局（ -ほうそうきょく）は、1963年10月9日から1966年3月30日までNHK総合で放送されたこども番組である。

## 概要
3人の少年が司会のこども向けバラエティ番組である。1965年度は司会者を交代して『わんぱく放送局』に改題した。
こどもに親しみのある歌手の歌、楽しいショー、フィルムとこどもの作文で構成する「わんぱく記者だより」、日本各地の地名を当てる「ストップクイズ」などの内容であった。

## 放送時間
- 1963年度後期：水曜 18:00 - 18:30
- 1964 - 1965年度：水曜 18:00 - 18:25

## 司会
1963年10月 - 1965年3月
- 南谷智春
- 花房正
- 山崎二郎

1965年4月 - 1966年3月
- 内田恵子
- 星文秀
- 田中宏文

## スタッフ
- 構成 - せたみきお、若林一郎
- 音楽 - 宮崎尚志